# Hind bint Maktoum bin Juma Al Maktoum
Hind bint Maktoum bin Juma Al Maktoum (en árabe: هند بنت مكتوم بن جمعة ال مكتوم) (Dubái; 12 de febrero de 1962) es la primera esposa y consorte del Jeque (emir) Mohamed bin Rashid Al Maktoum, gobernador de Dubái. Se casó con el emir de Dubái en el año 1979 y es la madre del príncipe heredero de Dubái, Hamdan bin Mohamed al Maktoum. También se le ha otorgado el título de primera dama de Dubái.
La Jequesa Hind no es una figura pública y su perfil no tiende a ser muy conocido en la sociedad porque sigue la tradición y cultura de los Emiratos Árabes Unidos, es decir, no interactúa con los hombres.

## Familia
Hind es la nieta del Jeque Juma bin Maktoum Al Maktoum, hermano del Jeque Said II de Dubái, abuelo del actual emir de Dubái. También es sobrina del Jeque Ahmad bin Juma Al Maktoum, que falleció en el año 2009.

## Nupcias
En el año 1979, a los 17 años, Hind se casó con su primo hermano, el emir Mohamed Rashid, que era 13 o 14 años mayor que ella. Su boda fue el primer acto público de Dubái. Las calles se decoraron de forma muy elaborada para celebrar el acontecimiento, la boda fue fastuosa, tanto que fácilmente se podría haber confundido con un festival nacional en lugar de una boda. Como sede de la boda, se construyó un estadio de 20.000 asientos, la celebración contó con exhibiciones de caballos, paseos a lomos de camellos y una exhibición de acrobacias aéreas por parte de la Fuerza Aérea de los Emiratos Árabes Unidos. Se estima que el costo total de las celebraciones nupciales ronda los 100 millones de dólares. Después de su matrimonio, la jequesa continúa siendo una mujer árabe tradicional y sigue, fielmente, el sistema islámico del Purdah, de manera que no suele acompañar a su marido ni se deja ver en ningún evento público. Sus fotografías nunca han sido mostradas públicamente.
Al ser la esposa y principal consorte del Emir de Dubái, Hind es la matriarca de la familia real y reside con su familia en el Palacio Zabeel, en Dubái. Por otro lado, la esposa más joven del Jeque lleva una existencia separada. Hind supervisa la educación de sus hijos, tanto biológicos como adoptivos (la jequesa tiene varios hijos adoptados).

## Descendencia
La Jequesa Hind es madre biológica de 12 hijos, junto con su marido:
1. Jequesa Hessa bint Mohammed Al Maktoum (nacida el 6 de noviembre de 1980) casada con el Jeque Said bin Dalmouk Al Maktoum.
2. Jeque Rashid bin Mohammed Al Maktoum (12 de noviembre de 1981-19 de septiembre de 2015).[6]
3. Jeque Hamdan bin Mohammed Al Maktoum (nacido el 14 de noviembre de 1982). Príncipe Heredero de Dubái.
4. Jeque Maktoum bin Mohammed Al Maktoum (nacido el 24 de noviembre de 1983). Diputado por Dubái.
5. Jeque Ahmed bin Mohammed Al Maktoum (nacido el 7 de febrero de 1987).
6. Jeque Said bin Mohammed Al Maktoum (nacido en marzo de 1988).
7. Jequesa Latifa bint Mohammed Al Maktoum (nacida el 30 de marzo de 1989) casada con el Príncipe Heredero Mohamed bin Hamad Al Sharqi de Fuyaira.
8. Jequesa Maryam bint Mohammed Al Maktoum (nacida el 11 de enero de 1992).
9. Jequesa Shaikha bint Mohammed Al Maktoum (nacida el 20 de diciembre de 1992), casada  con el jeque Nasser bin Hamad Al Khalifa de Baréin.
10. Jequesa Futaim bint Mohammed Al Maktoum (nacida el 22 de julio de 1994).
11. Jequesa Salamah bint Mohammed Al Maktoum (nacida el 8 de agosto de 1999).
12. Jequesa Shamma bint Mohammed Al Maktoum (nacida en noviembre de 2002).

Además, tiene 9 hijos adoptivos:
1. Jequesa Manal bint Mohamed Al Maktoum.
2. Jequesa Maitha bint Mohamed Al Maktoum.
3. Jeque Majed Bin Mohamed Al Maktoum.
4. Jeque Mansour bin Mohamed Al Maktoum.
5. Jequesa Latifa bint Mohamed Al Maktoum II.
6. Jequesa Maryam Bint Mohamed Al Maktoum II.
7. Jequesa Shamsa Bint Mohamed Al Maktoum.
8. Jeque Marwan Bin Mohamed Al Maktoum.
9. Jequesa Mahra Bint Mohamed Al Maktoum.

## El Torneo Deportivo de Mujeres de la Jequesa Hind
El torneo fue puesto en marcha el 17 de diciembre de 2012, en el Dubái World Trade Center y fue organizado por el Comité de Deportes de la Mujer de la Concejalía de Deportes de Dubái, bajo el patrocinio de la Jequesa Hind y bajo la dirección de su hijo Hamdan, Príncipe Heredero de Dubái y presidente del Consejo de Deportes de Dubái (DSC). Este torneo deportivo tiene el objetivo de alentar a las mujeres a salir y a participar activamente en las actividades físicas y deportivas.

## Trabajos de caridad y donaciones
En enero del año 2013, la Jequesa Hind, donó tres aviones para transportar a los aficionados de la Selección de fútbol de los Emiratos Árabes Unidos, tras la espléndida victoria de dicha selección  en la semifinal de la Copa del Golfo del 2013. La iniciativa fue muy apreciada por la comunidad deportiva, en general, y por la UEFA, en particular.
En junio de 2013, la Fundación Mohamed Bin Rashid distribuyó 4.100 tarjetas de racionamiento inteligentes, donadas por la Jequesa Hind en sus programas de beneficencia para el mes del Ramadán, con el objetivo de distribuir alimentos básicos entre las familias pobres y necesitadas de Dubái y las zonas del norte. Brahim Boumelha, vicepresidente de síndicos de la Fundación, expresó su reconocimiento y gratitud a la Jequesa por su apoyo moral y material en varios proyectos de caridad, llevados a cabo por la Fundación en beneficio de los ciudadanos y residentes extranjeros, particularmente en el mes del Ramadán.